# Hersiliola turcica
Hersiliola turcica is een spinnensoort in de familie van de Hersiliidae. De wetenschappelijke naam van de soort werd voor het eerst geldig gepubliceerd in 2010 door Marusik, Kunt & Yağmur. De soort is op meerdere plaatsen waargenomen in het zuidoosten van Turkije.